# Renault Megane E-Tech Electric
La Renault Megane E-Tech Electric est une berline compacte typée SUV électrique du constructeur automobile français Renault, à travers sa filiale Ampère, produite à partir de 2021 et commercialisée à partir du 15 février 2022.
Il s'agit de la cinquième génération de Mégane, bien que les quatre premières soient des berlines et uniquement thermiques, et elle ne remplace pas directement la 4e génération qui continue sa commercialisation en parallèle.

## Préambule
Le nom de projet en interne est BCB. Le modèle doit initialement être la nouvelle génération de Renault Zoe et réutiliser son nom, mais ses prestations plus proches du segment C que du B entrainent l'adoption du patronyme Mégane. Le nom Megane est désormais dépourvu d'accent sur le « e » sur la plupart des documents de communication de Renault.

## Présentation

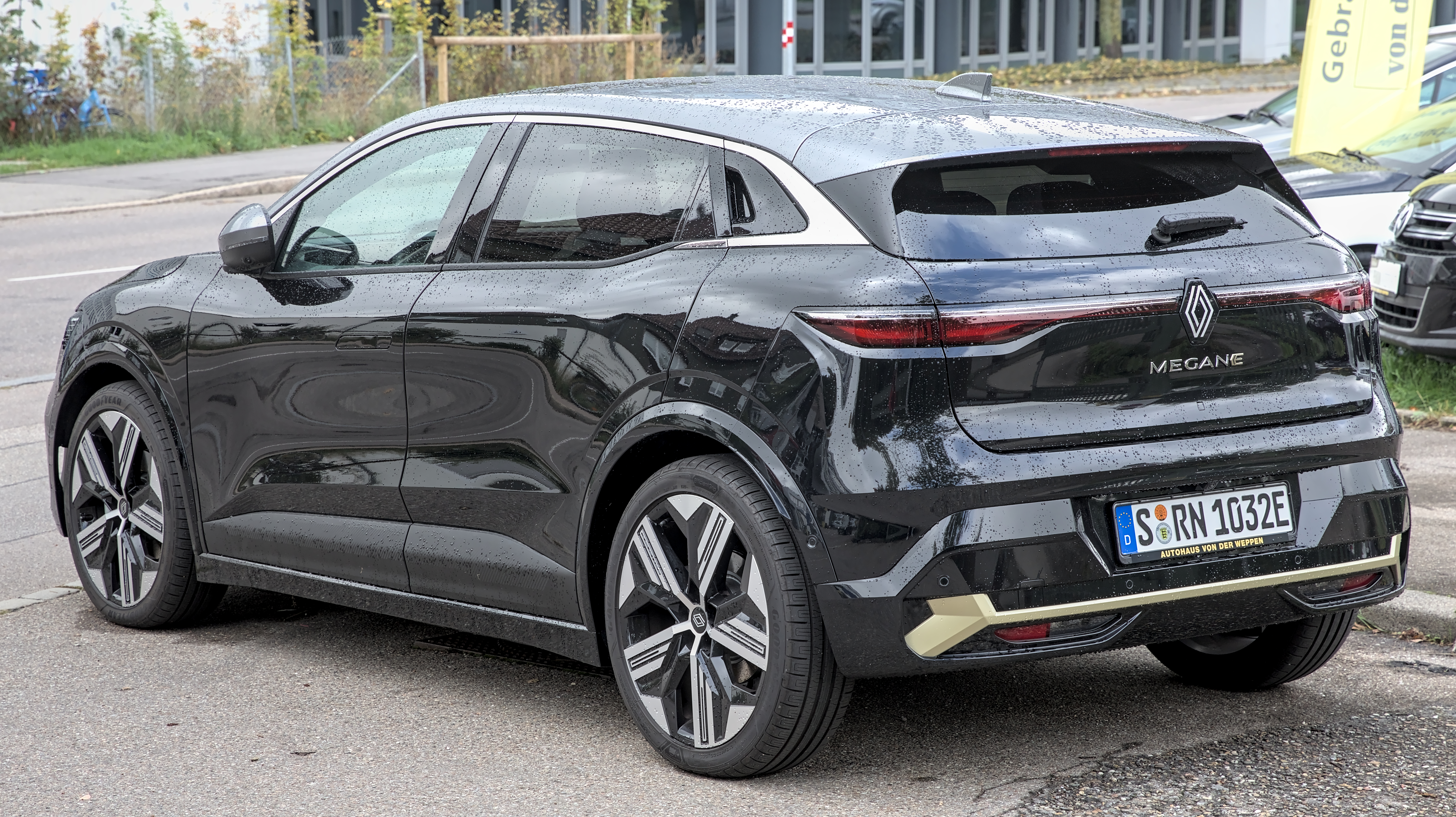
Vue arrière.

La Mégane électrique est présentée le 6 septembre 2021 au salon de l'automobile de Munich 2021.
Dans la publicité de lancement du véhicule, le constructeur fait directement référence à Tesla avec le message « inventée en France, pas en Californie, sorry ».
Les premières livraisons devaient avoir lieu à partir de mars 2022 mais à la suite de retards, dus à l'invasion de l'Ukraine par la Russie en 2022, elles n'ont qu'en commencé en mai 2022.
La Mégane électrique est produite en France, dans l'usine Ampère de Douai, et pour indiquer que la voiture est « Made in France », le constructeur a apposé un logo de coq à la base du pare-brise.
La Mégane électrique est disponible, en France, à partir de 37 000 €, aides gouvernementales non déduites (au 9 décembre 2022), contre 35 200 € à son lancement.
La gamme est simplifiée en décembre 2022, avec la suppression des versions Equilibre EV60 Optimum Charge, EV40 Techno et Iconic.

## Caractéristiques techniques
La Renault Megane E-Tech Electric repose sur la plateforme technique modulaire CMF-EV de l'alliance Renault-Nissan-Mitsubishi, rebaptisée AmpR Medium, utilisée aussi par le Nissan Ariya. Ses portières sont en aluminium afin de réduire le poids du véhicule.
Depuis une mise à jour en mars 2025, les différents versions du modèle sont dotées de la fonctionnalité de charge bidirectionnelle dite V2L Vehicle-to-Load permettant de brancher des appareils électriques extérieurs, et V2G Vehicle-to-Grid pour transférer de l'électricité sur le réseau.

### Motorisations
La Mégane électrique est dotée d’une batterie lithium-ion NMC développée par LG, refroidie par liquide, de seulement 11 cm d’épaisseur. Elle est proposée en deux capacités :
- 40 kWh pour une autonomie de 300 km (norme WLTP) ;
- 60 kWh pour une autonomie de 450 km (norme WLTP).

| Logo de Renault                        | Renault Megane E-Tech Electric              | Renault Megane E-Tech Electric              | Renault Megane E-Tech Electric              | Renault Megane E-Tech Electric              | Renault Megane E-Tech Electric              | Renault Megane E-Tech Electric              |
| Logo de Renault                        | EV40 130                                    | EV40 130                                    | EV60 130                                    | EV60 130                                    | EV60 220                                    | EV60 220                                    |
| Version                                | Standard Charge                             | Boost Charge                                | Super Charge                                | Optimum Charge                              | Super Charge                                | Optimum Charge                              |
| -------------------------------------- | ------------------------------------------- | ------------------------------------------- | ------------------------------------------- | ------------------------------------------- | ------------------------------------------- | ------------------------------------------- |
| Type de moteur                         | Synchrone à rotor bobiné à aimant permanent | Synchrone à rotor bobiné à aimant permanent | Synchrone à rotor bobiné à aimant permanent | Synchrone à rotor bobiné à aimant permanent | Synchrone à rotor bobiné à aimant permanent | Synchrone à rotor bobiné à aimant permanent |
| Puissance moteur (kW)                  | 96                                          | 96                                          | 96                                          | 96                                          | 160                                         | 160                                         |
| Puissance maximale (ch)                | 130                                         | 130                                         | 130                                         | 130                                         | 218                                         | 218                                         |
| au régime de (tr/min)                  | 3954 à 11155                                | 3954 à 11155                                | 3954 à 11155                                | 3954 à 11155                                | 5473 à 11688                                | 5473 à 11688                                |
| Couple maximal (N m)                   | 250                                         | 250                                         | 250                                         | 250                                         | 300                                         | 300                                         |
| au régime de (tr/min)                  | 100 à 3311                                  | 100 à 3311                                  | 100 à 3311                                  | 100 à 3311                                  | 100 à 4714                                  | 100 à 4714                                  |
| Transmission                           | Traction                                    | Traction                                    | Traction                                    | Traction                                    | Traction                                    | Traction                                    |
| Vitesse maximale (en km/h)             | 150                                         | 150                                         | 150                                         | 150                                         | 160                                         | 160                                         |
| 0-100 km/h (en s)                      | 10                                          | 10                                          | 10,5                                        | 10,5                                        | 7,4                                         | 7,4                                         |
| Masse à vide (kg)                      | 1513                                        | 1537                                        | 1624                                        | 1624                                        | 1636                                        | 1636                                        |
| Capacité de la batterie (kWh)          | 40                                          | 40                                          | 60                                          | 60                                          | 60                                          | 60                                          |
| Autonomie (cycle WLTP) (km)            | 300                                         | 300                                         | 470                                         | 470                                         | 450                                         | 450                                         |
| Consommation (cycle WLTP) (kWh/100 km) | 15,8                                        | 15,8                                        | 15,5                                        | 15,5                                        | 16,1                                        | 16,1                                        |
| Temps de recharge                      |                                             |                                             |                                             |                                             |                                             |                                             |
| Sur une prise domestique 2,3 kW        | 21h00                                       | 21h00                                       | 30h30                                       | 30h30                                       | 30h30                                       | 30h30                                       |
| Sur une prise renforcée 3,7 kW         | 12h15                                       | 12h15                                       | 18h00                                       | 18h00                                       | 18h00                                       | 18h00                                       |
| Sur une Wallbox 7,4 kW                 | 6h30                                        | 6h30                                        | 9h15                                        | 9h15                                        | 9h15                                        | 9h15                                        |
| Sur une borne 22 kW                    | 6h30                                        | 2h20                                        | 9h15                                        | 3h15                                        | 9h15                                        | 3h15                                        |
| Sur une borne 85 kW (DC) (15 à 80 %)   |                                             | 35 min                                      | -                                           | -                                           | -                                           | -                                           |
| Sur une borne 130 kW (DC) (15 à 80 %)  | -                                           | -                                           | 32 min                                      | 32 min                                      | 32 min                                      | 32 min                                      |
| Puissance de charge                    |                                             |                                             |                                             |                                             |                                             |                                             |
| Courant alternatif monophasé (AC) (kW) | 7,4                                         | 7,4                                         | 7,4                                         | 7,4                                         | 7,4                                         | 7,4                                         |
| Courant alternatif triphasé (AC) (kW)  | 7,4                                         | 22                                          | 7,4                                         | 22                                          | 7,4                                         | 22                                          |
| Courant continu (DC) (kW)              | --                                          | 85                                          | 130                                         | 130                                         | 130                                         | 130                                         |
| Charge bidirectionnelle                |                                             |                                             |                                             |                                             |                                             |                                             |
| V2L (kW)                               | 3,7                                         | 3,7                                         | 3,7                                         | 3,7                                         | 3,7                                         | 3,7                                         |
| V2G (kW)                               | 7,4                                         | 7,4                                         | 7,4                                         | 7,4                                         | 7,4                                         | 7,4                                         |

## Finitions
Finitions et dotation lors du lancement du véhicule en France :
- Équilibre :

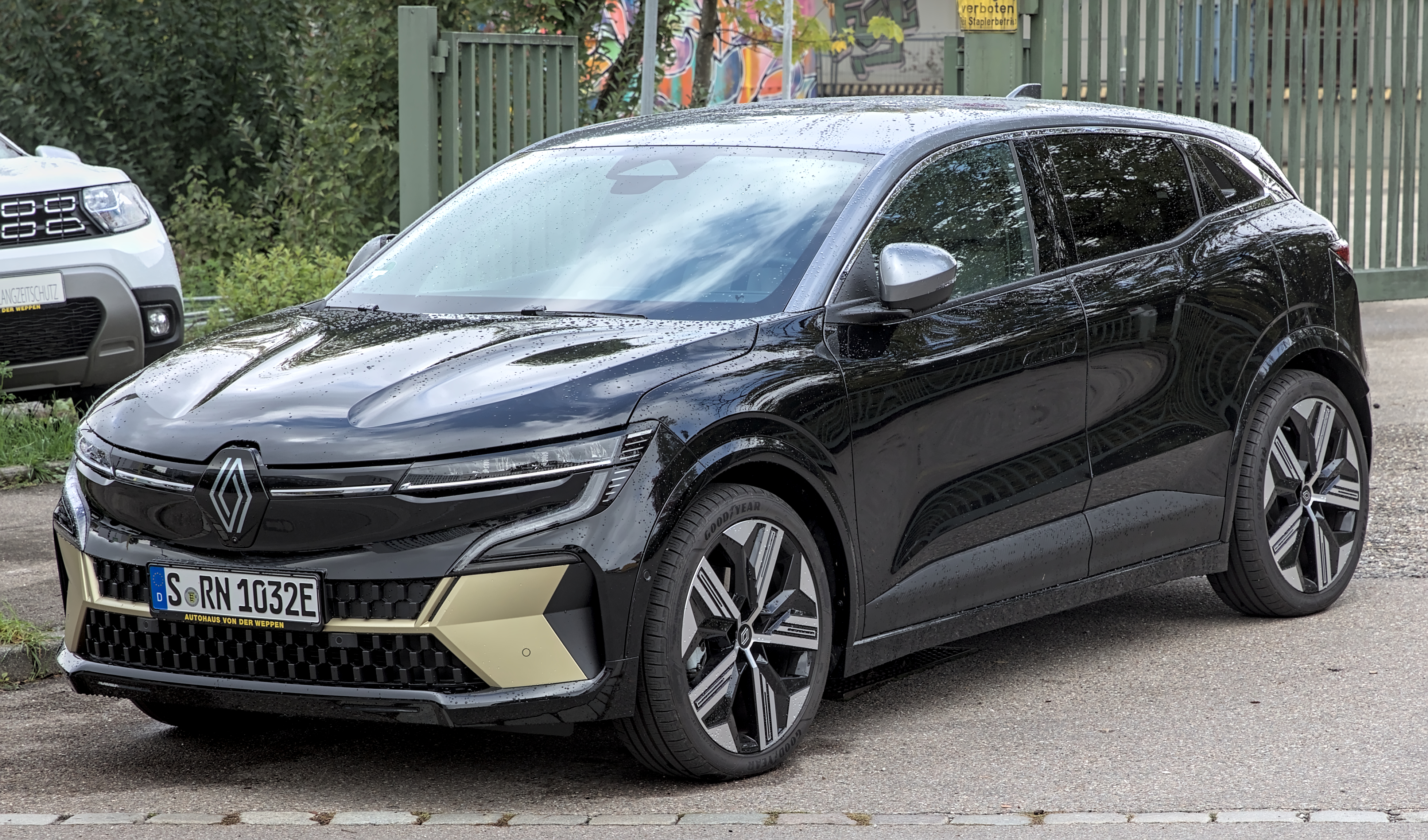
Une Renault Megane E-Tech Electric Iconic.

  - aide au maintien dans la voie, détecteur de fatigue, reconnaissance des panneaux, 2 ports USB à l’avant, caméra de recul, climatisation manuelle (automatique en option), écran tactile central de 9 pouces, jantes en aluminium de 18 pouces, projecteurs et antibrouillard à LED, radar de recul, régulateur / limiteur de vitesse, tableau de bord numérique de 12 pouces, système de navigation en option ;

- Techno :
  - bandeau de LED arrière, carrosserie bi-ton, chargeur à induction, climatisation automatique, écran tactile central de 12 pouces, feux directionnels, jantes en alliage de 20 pouces, planche de bord partiellement recouverte d’alcantara, sièges avant chauffants, système de navigation et services Google, volant chauffant gainé de cuir, 2 ports USB Type-C à l’arrière ;
- Iconic :
  - bandeau de LED arrière, aides au stationnement avant et latéral, antenne « requin », lames de boucliers dorées, planche de bord en similicuir avec inserts de bois, sellerie en cuir, sièges avant électrique et massant, système audio Harman Kardon, vitres arrière surteintées.

- Une Renault Megane E-Tech Electric Iconic.

Ancienne finition
- Evolution ER (Extended Range) :
  - aide au maintien dans la voie, caméra de recul, chargeur sans fil, détecteur de fatigue, reconnaissance des panneaux, jantes en tôle de 18 pouces avec enjoliveurs, climatisation automatique bi-zone, projecteurs à LED adaptatifs avec antibrouillards, radar de recul, régulateur / limiteur de vitesse, système audio à 6 haut-parleurs, système multimédia OpenR avec écran central tactile de 12 pouces.

### Teintes de carrosserie
La Megane E-Tech Electric propose six teintes de carrosserie différentes. Le Blanc Glacier est la couleur gratuite proposée sur le modèle, tandis que les cinq autres teintes sont des options payantes.
- Blanc Glacier (OV)
- Gris Rafale (N)
- Gris Schiste (PM)
- Noir Étoilé (PM)
- Bleu Nocturne (PM)
- Rouge Flamme (PM)

Carrosserie bicolore
Sur les finitions techno et iconic, il est possible d'opter pour un toit d'une couleur différente de celle du reste de la carrosserie. Les combinaisons suivantes sont proposées :
- Blanc Glacier / toit Gris Schiste
- Blanc Glacier / toit Noir Étoilé *
- Noir Étoilé / toit Gris Schiste *
- Noir Étoilé / toit Blanc Glacier
- Gris Rafale / toit Blanc Glacier
- Gris Rafale / toit Noir Étoilé *
- Gris Schiste / toit Blanc Glacier
- Gris Schiste / toit Noir Étoilé *
- Rouge Flamme / toit Gris Schiste
- Rouge Flamme / toit Noir Étoilé *
- Bleu Nocturne / toit Blanc Glacier
- Bleu Nocturne / toit Gris Schiste
- Bleu Nocturne / toit Noir Étoilé *

Cette option est facturée 400 € sur la finition techno, tandis que le choix de la finition iconic implique obligatoirement la carrosserie bicolore, avec les combinaisons marquées d'une étoile (*) uniquement.

### Intérieur, options et accessoires

#### Selleries
Le client peut aussi choisir sa sellerie:
- Textile recyclé EVA REC Gris chiné (gratuit sur finition équilibre)
- Mixte similicuir/textile recyclé ELZA REC Gris chiné (gratuit sur finition techno)
- Cuir Riviera Noir Titane (gratuit sur finition iconic)
- Cuir Riviera Gris Sable clair (gratuit sur finition iconic)

#### Jantes
Différents modèles de jantes sont également proposés:
- 18 pouces Oston (gratuit sur finition équilibre)
- 20 pouces Soren (gratuit sur finition techno)
- 20 pouces Enos (gratuit sur finition iconic)

#### Options
Le tableau suivant regroupe les équipements optionnels disponibles en fonction de la finition choisie:
| equilibre | techno | iconic |
| --- | --- | --- |
| Pack winter comfort (volant cuir, sièges avant chauffants, volant chauffant, sièges avant réglables sur 6 positions pour le conducteur + lombaire / 4 positions pour le passager) - 550 € | - | - |
| Pack city (rétroviseurs électriques, dégivrants et rabattables électriquement, radars avant, arrière et latéraux) - 650 €                                                                 | - | - |
| - | Pack augmented vision & advanced driving assist (rétroviseur intérieur avec fonction caméra numérique, avertisseur d'angle mort, prévention de sortie de voie en cas de dépassement, radars avant, arrière et latéraux, full auto park, caméra 360°, régulateur de vitesse adaptatif, active driver assist, alerte de collision arrière, freinage actif d'urgence avec détection piétons, sécurité à l'ouverture des portes arrière) - 1 700 € / 1 300 € sur iconic | Pack augmented vision & advanced driving assist (rétroviseur intérieur avec fonction caméra numérique, avertisseur d'angle mort, prévention de sortie de voie en cas de dépassement, radars avant, arrière et latéraux, full auto park, caméra 360°, régulateur de vitesse adaptatif, active driver assist, alerte de collision arrière, freinage actif d'urgence avec détection piétons, sécurité à l'ouverture des portes arrière) - 1 700 € / 1 300 € sur iconic |
| - | Pack advanced driving assist (avertisseur d'angle mort, prévention de sortie de voie en cas de dépassement, radars avant, arrière et latéraux, régulateur de vitesse adaptatif, active driver assist, sécurité à l'ouverture des portes arrière) - 1 200 € / gratuit sur iconic | Pack advanced driving assist (avertisseur d'angle mort, prévention de sortie de voie en cas de dépassement, radars avant, arrière et latéraux, régulateur de vitesse adaptatif, active driver assist, sécurité à l'ouverture des portes arrière) - 1 200 € / gratuit sur iconic |
| - | Pack augmented vision (rétroviseur intérieur avec fonction caméra numérique, avertisseur d'angle mort, prévention de sortie de voie en cas de dépassement, radars avant, arrière et latéraux, full auto park, caméra 360°, alerte de collision arrière, freinage actif d'urgence avec détection piétons) - 1 500 € | - |
| - | Pack performance autonomie (pompe à chaleur, batterie préchauffée à l'approche d'une station de charge planifiée) - 600 € | Pack performance autonomie (pompe à chaleur, batterie préchauffée à l'approche d'une station de charge planifiée) - 600 € |
| Câble de recharge domestique (mode 2) - 300 € | | |
| Pneus tout temps - 300 € | | |
| - | - | Bouclier avant sport avec lame F1 ton caisse - gratuit |

## Récompenses
En 2022, les journalistes membres du jury Autobest, issus de 32 pays européens, ont élu la Renault Megane E-Tech électrique "Ecobest 2022".

## Production
| Année | Production totale |
| ----- | ----------------- |
| 2022  | 25 680            |
| 2023  | 54 629            |
| TOTAL | 80 309            |

## Concept car

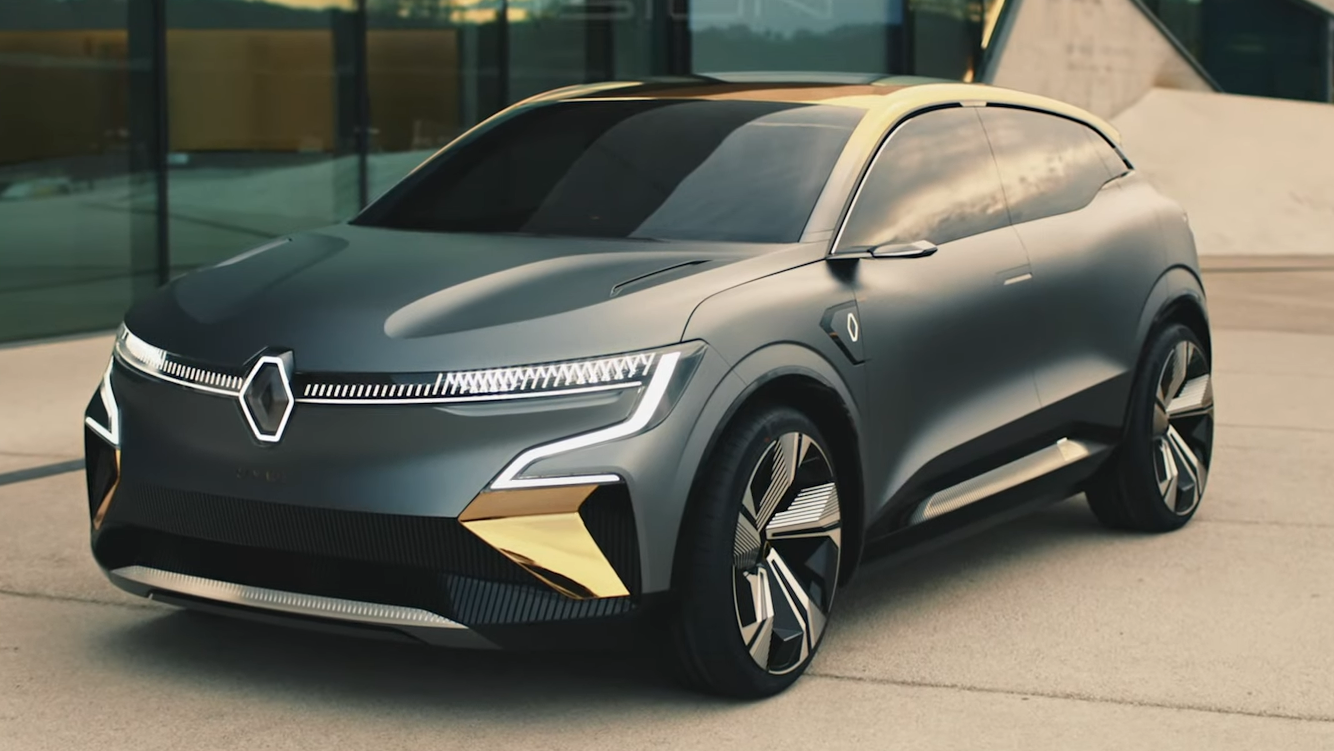
Renault Megane eVision (2020).

La Renault Megane E-Tech Electric est préfigurée par le concept car Renault Megane eVision présenté en octobre 2020,.